# Antonio Maria Vassallo
Antonio Maria Vassallo (Genova, 1620 circa – Milano, 1664/1672) è stato un pittore italiano.

## Biografia

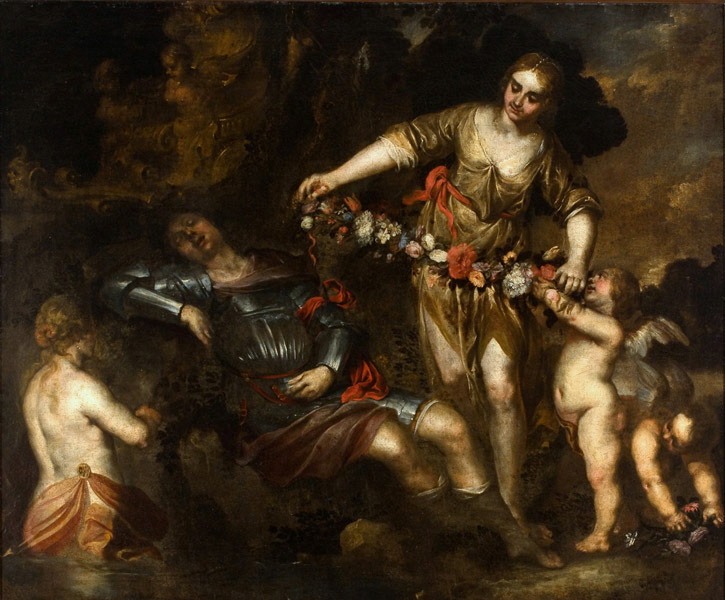
Rinaldo e Armida, Antonio Maria Vassallo. Museo nazionale delle belle arti, Rio de Janeiro.

Nato intorno al 1620 a Genova, il Vassallo fu a bottega presso il fiammingo Vincent Malo, dove poté imparare l'arte di Peter Paul Rubens e David Teniers il Vecchio, tanto da essere chiamato il più fiammingo tra i genovesi.
Il suo stile risentì inoltre dell'influenza dei pittori contemporanei specializzati in nature morte e negli animali tra cui Sinibaldo Scorza e Giovanni Benedetto Castiglione; con quest'ultimo intrecciò una più approfondita conoscenza basata sui comuni interessi filosofici ed antiquari.
Al pari dei suoi ispiratori, il Vassallo divenne un noto ed apprezzato realizzatore di nature morte e scene di genere. Tuttavia fu capace di lasciare traccia di una sua personale idea di pittura, mossa dagli insegnamenti di Vincent Malò ma in costante dialogo coi modelli fiamminghi che a Genova trovarono la porta di ingresso in Italia e una committenza ricca e raffinata.
Morì a Milano, ove si era trasferito su consiglio dei suoi medici che reputavano il clima meneghino più favorevole alla sua inferma salute, tra il 1664 ed il 1672.
Non ebbe ne figli ne allievi ma il suo stile influenzò l'arte del compatriota Giovanni Agostino Cassana.